# ASB Classic 2024
Die ASB Classic 2024 war der Name eines Tennisturniers der WTA Tour 2024 für Damen sowie eines Tennisturniers der ATP Tour 2024 für Herren in Auckland. Das Damenturnier fand vom 1. bis 7. Januar 2024, das Herrenturnier unmittelbar darauf folgend vom 8. bis 13. Januar 2024 statt.

## Herrenturnier
→ Qualifikation: ASB Classic 2024/Herren/Qualifikation

## Damenturnier
→ Qualifikation: ASB Classic 2024/Damen/Qualifikation